# Voduška kob
Voduška kob (Kobus kob), známá také pod názvem antilopa červenohnědá nebo bělouchá, je velká antilopa obývající území subsaharské Afriky od Senegalu až po Súdán. Vyskytuje se ve vlhčích oblastech, případně na okrajích savan. V přírodě je často k vidění v okolí vodopádů Murchison, v Národním parku královny Alžběty v Ugandě, v Národním parku Garamba a Virunga, na území Demokratické republiky Kongo a v travnatých oblastech jižního Súdánu .

## Popis
Voduška kob je elegantní, i když těžce stavěná antilopa. Dorůstá kohoutkové výšky 70 až 100 cm, délky 1,3-2,4 m a dosahuje hmotnosti od 80 až do 118 kg. Hřbet, prsa, boky a část končetin je zbarvena oranžovočerveně až červenohnědě. Břišní strana těla a část hrdla je bílá. Kolem očí má bílé prsteny a spodní část končetin je zbarvena černě. Samci mají lyrovité rohy měřící až 50 cm s kroužkovitými návalky. Při pohledu z profilu lehce připomínají tvar písmena S.

## Způsob života

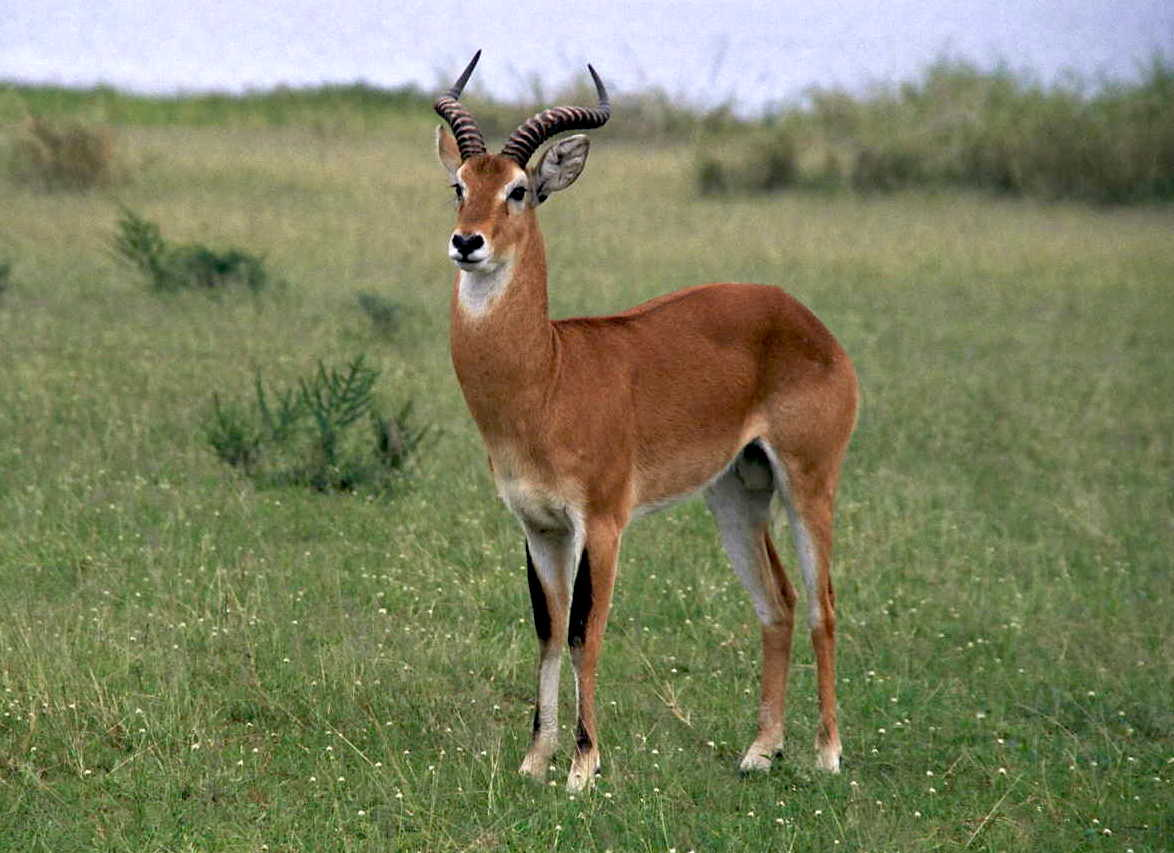
Voduška kob Thomasova v národním parku Murchison Falls

Voduška kob se živí širokou paletou rostlin. Až s výjimkou horkých dnů, kdy se skrývá ve stínu stromů, je aktivní ve dne. Žije ve větších stádech čítajících 5 až 40 zvířat a tvořených samicemi a mláďaty nebo mladými samci; starší rozmnožující se samci žijí většinou samostatně, v některých oblastech vlastní kruhová území měřící v průměru méně než třicet metrů a obklopována podobnými územími. Tyto teritoria se nazývají leky a většinou neobsahují více než patnáct zvířat. Samec je vysoce územní a toto území střeží až do doby, kdy se stádo znovu přesune (což je zhruba po týdnu) a případného vetřelce vyhání hlasitými projevy.
Jeden z poddruhů - voduška bělouchá (Kobus kob leucotis) - pořádá každoročně až 1500 km dlouhé migrace z jižního Súdánu do Serengeti . Migrační stáda jsou obrovská a mohou čítat i milion zvířat. Velký vliv na tyto migrace měla Súdánská válka, která trvala 25 let a byla ukončena až v roce 2005. I když na několik let téměř zamezila možnosti migrace, již v lednu roku 2007 bylo nalezeno další početně migrační stádo .
Samice dosahují pohlavní dospělosti ve věku 13 měsíců, samci ve věku 18 měsíců; po dosažení tohoto věku obvykle samec opouští mládenecká stáda a zakládá svůj lek. Samice je březí 7,5-9 měsíců a rodí pouze jedno mládě. Rozmnožovat se mohou zpravidla po celý rok, jen v sušších oblastech se mláďata rodí na konci období dešťů (od září do prosince).
Po narození je mládě skryto ve vegetaci následujících šest týdnů, kdy ho chodí matka pravidelně kojit. Plně samostatné je ve věku 6-7 měsíců.

## Poddruhy
Rozeznáváme celkem tři poddruhy:
- Kobus kob kob (Erxleben, 1777)
- Kobus kob leucotis (Lichtenstein & Peters, 1854) - voduška kob bělouchá
- Kobus kob thomasi Sclater, 1896 - voduška kob Thomasova

Voduška Thomasova, obývající východní Afriku, se objevuje na ugandském znaku (viz obrázek napravo) a voduška bělouchá, obývající Súdán a Etiopii, pořádá rozsáhlé migrace (viz výše).